# .fr
.fr為法國國家及地區頂級域（ccTLD）的域名。

## 註冊限制
如欲註冊及使用.fr域名，必須為歐盟或歐洲自由貿易聯盟會員國（瑞士、挪威、冰島、列支敦斯登）的居民。

## 外部連結
- IANA .fr whois information（页面存档备份，存于）
- AFNIC（页面存档备份，存于）
- Find a .fr accredited registrar